# リナシティかのや

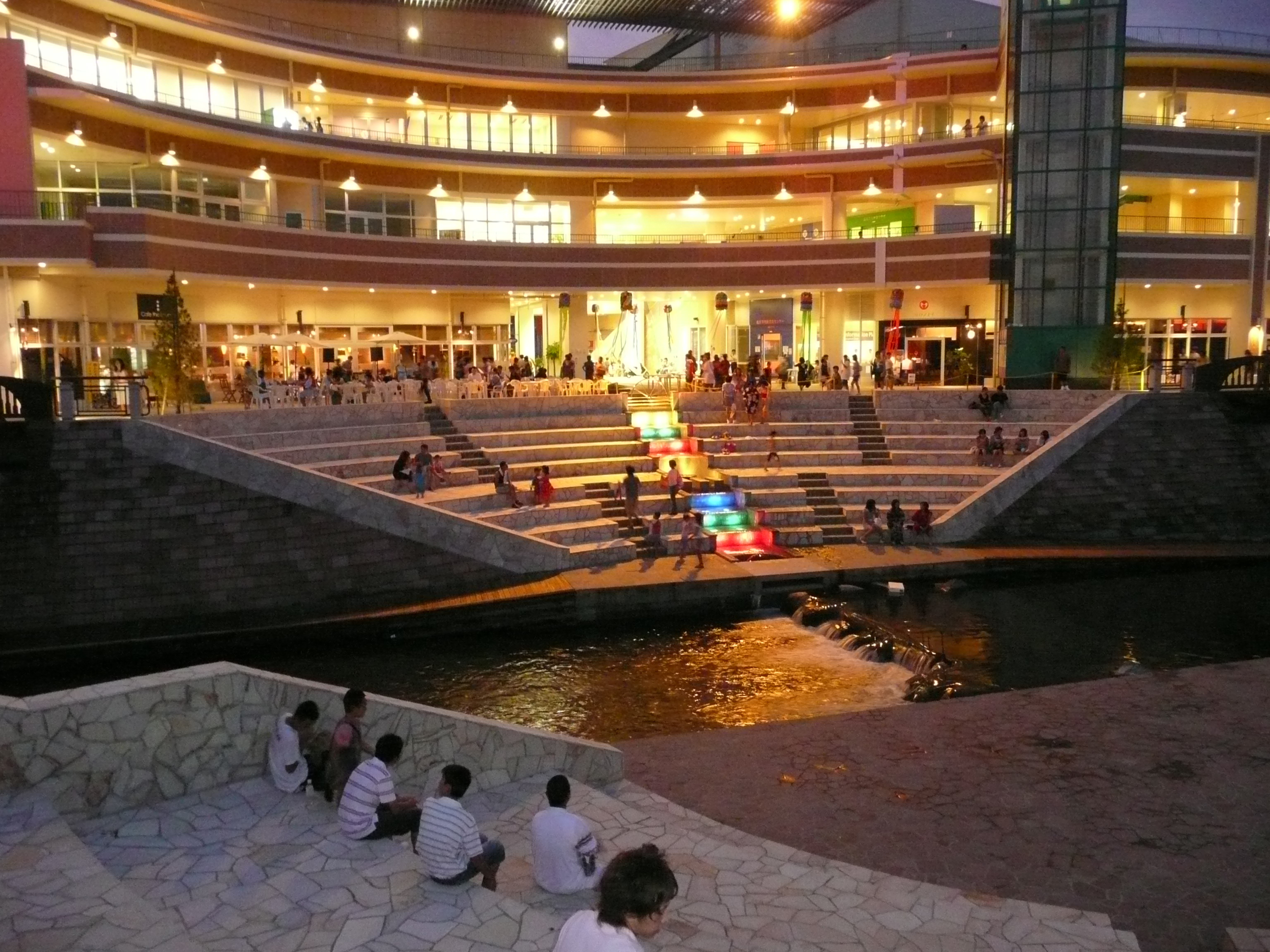
ライトアップされたリナシティかのや（2007年8月）

リナシティかのや（英称：Rena City Kanoya）は、鹿児島県鹿屋市で実施された北田大手町地区第一種市街地再開発事業によって建設された再開発ビル（複合交流施設）。
2007年開業、総事業費は約101億円。鹿屋市が購入した公共施設部分は「鹿屋市市民交流センター」と呼ばれる。
リナシティかのやの建設に伴い、国道269号をはさんで南側の桜デパート跡（1994年閉店）や桜デパートから県道68号をはさんで西側の旧バスセンター（旧三州自動車）、肝属川（鹿屋川）、およびその東岸にあるかのやイベント広場（旧鹿屋市役所跡）も一体化して整備された。

## 建築物概要
- 所在地：鹿児島県鹿屋市大手町1番
- 敷地面積：11,534m2
- 建築面積：7,027m2
- 延床面積：15,953m2
- 建物：地上4階建

### リナシティかのや

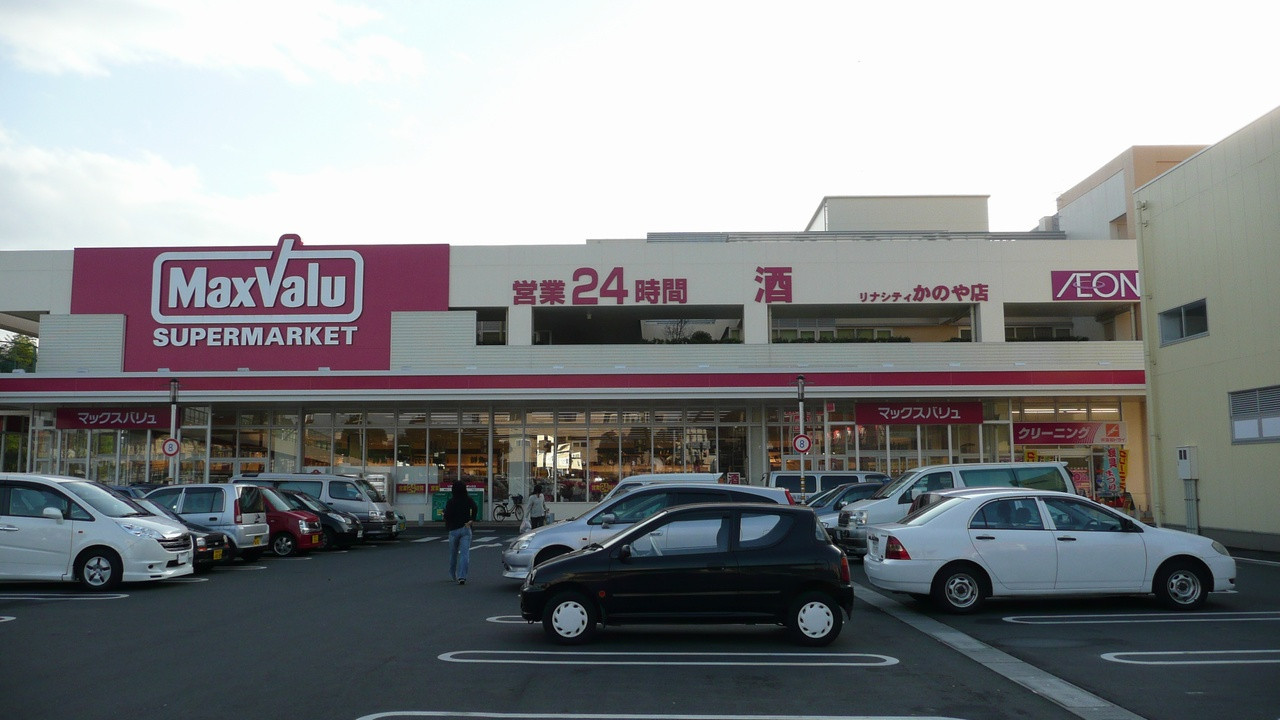
マックスバリュ・リナシティかのや店（2007年撮影。2024年10月末で閉店）

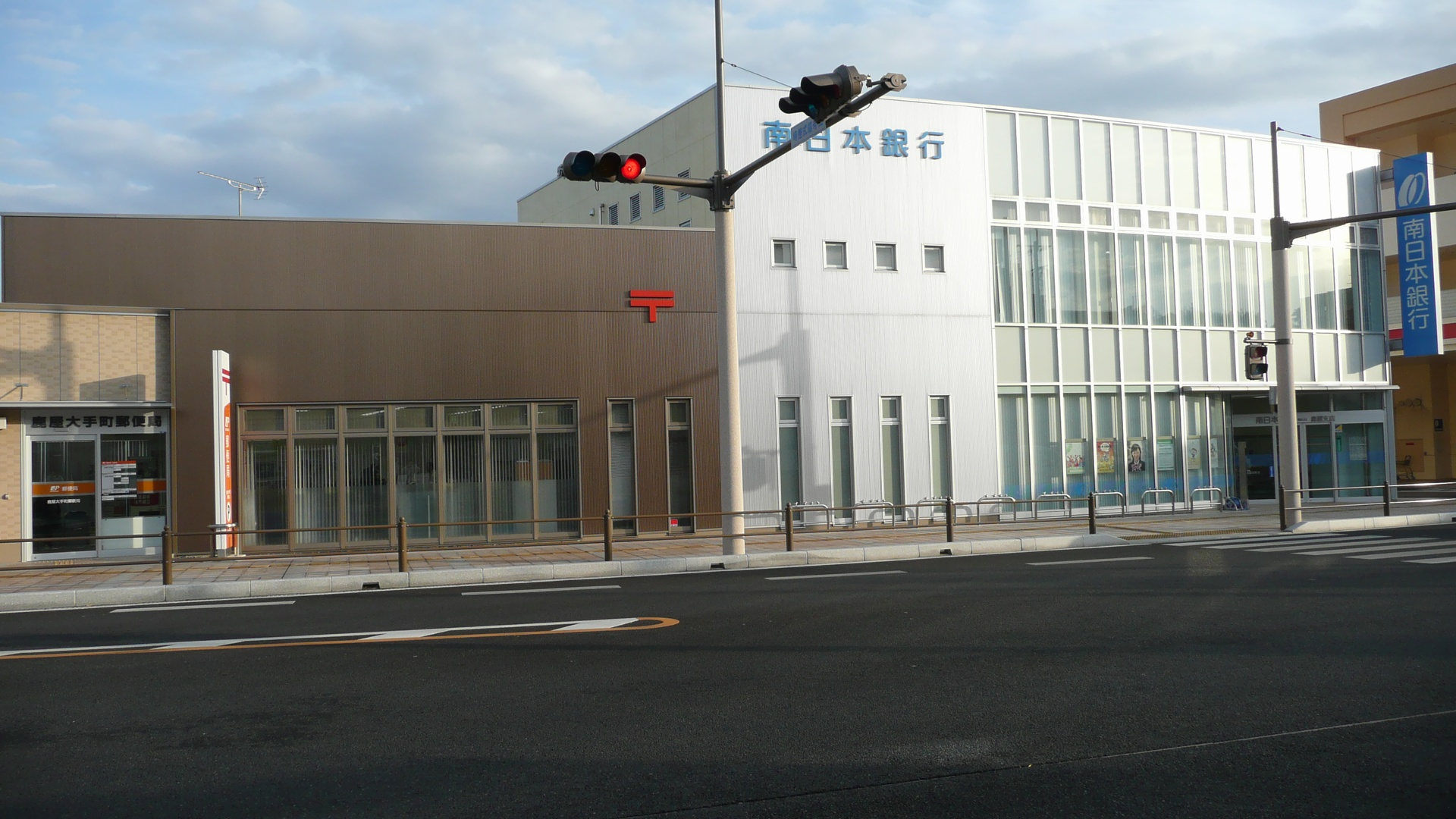
業務施設（南日本銀行鹿屋支店と鹿屋大手町郵便局）

リナシティは"Renewal Active City"（リニューアル・アクティブ・シティ）の略で、鹿屋市内の小中学生を対象にした公募（737点）から選定された。
鹿屋市が購入した公共施設部分（情報プラザ・芸能文化学習プラザ・福祉プラザ）を特に鹿屋市市民交流センターと呼称する。まちづくり鹿屋および鹿屋市社会福祉協議会（福祉プラザのみ）が指定管理者として、市民交流センターの運営にあたっている。
1階 商業施設、業務施設、情報プラザ、ガレリア、駐車場（125台）
- マックスバリュリナシティかのや店（2007年3月 - 2024年10月にかけて入居、イオン九州運営、パート募集時点では「北田店」とされていた）
  - 特定建築者としてリナシティかのや全体を建設した大成建設九州支店（福岡市）と豊明建設（本社・鹿屋市）が2007年時点でのマックスバリュ部分（約2,135平方メートル）の所有者となっていた[3]。マックスバリュ九州（当時、2020年にイオン九州へ吸収合併）は郊外出店を基本としていたが、当店舗が大隅半島では最初の中心市街地立地店舗となった[4]。プラッセだいわ鹿屋店（1991年から2022年まで営業していたショッピングセンター）跡地への「イオンかのやショッピングセンター（仮称はイオン鹿屋店）」の出店にあわせて2024年10月31日に閉店、イオンと貸主との賃貸借契約は2025年2月まで残っており、後継テナントについては閉店時点では未定となっている[5]。
- 南日本銀行鹿屋支店
- 鹿屋大手町郵便局
- バス待合所
  - 鹿屋バスセンターが取り壊された後の鹿屋停留所の待合施設が貧弱なことを受け、「中央サービスセンター」があった場所を改装して2009年11月に設置された[6]。その後、ソフトバンクリナシティかのやが入居していたスペースを改装した新待合所が2017年9月13日より運用されている[7]。

1階の公共施設部分である情報プラザは2024年度よりコワーキングスペースが主体となっている。2023年度まではFMかのや（かのやコミュニティ放送）が利用するサテライトスタジオがあり、2008年1月から『おおすみランチタイム!』枠（月曜 - 金曜12時台）の番組はここから放送されていた。レギュラー番組以外では2007年5月の連休にも特番を放送した。
商業施設は核テナントのマックスバリュを除き、鹿屋商工会議所の管轄にある。

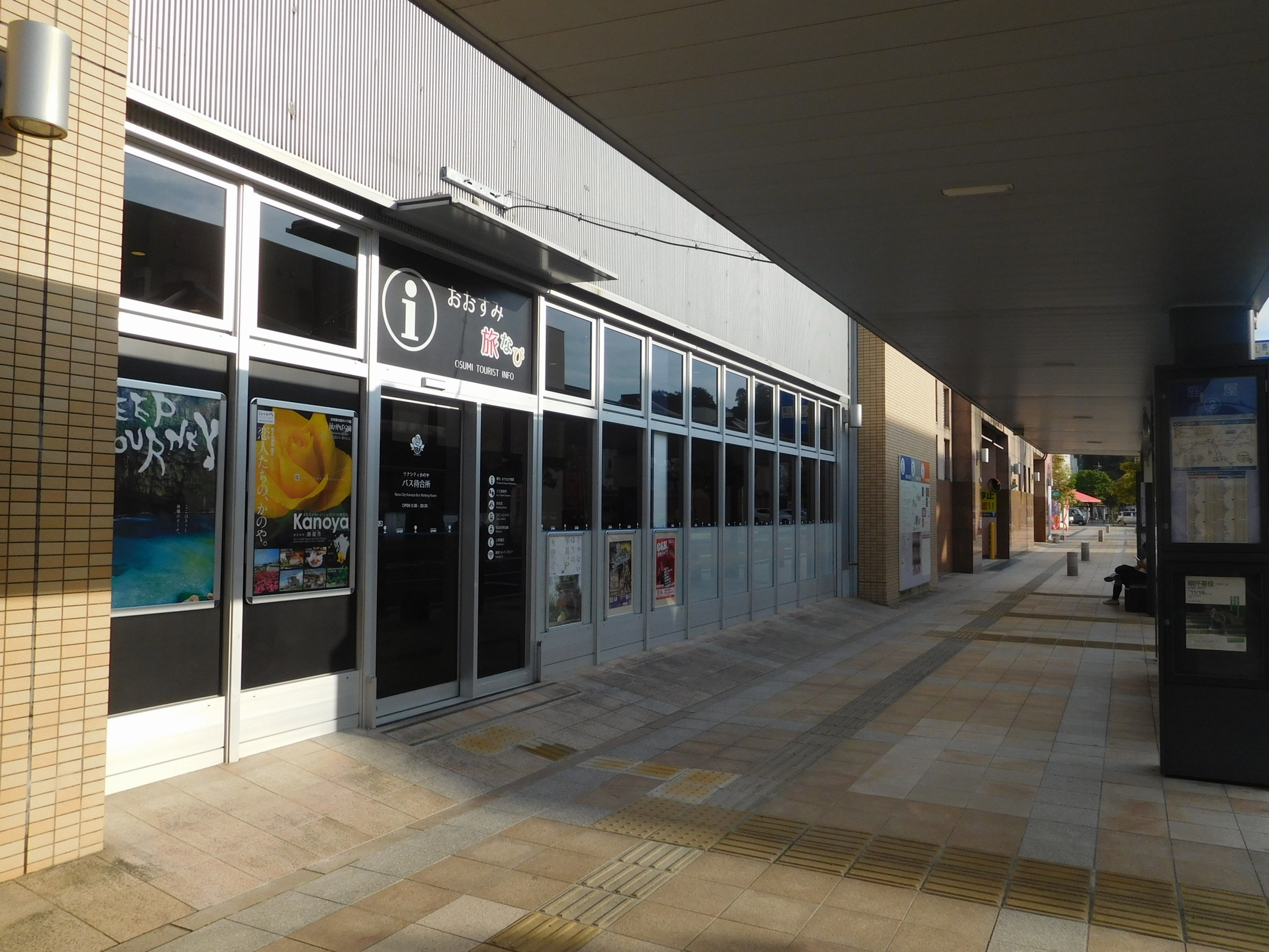
バス待合所（2017年9月13日以降）
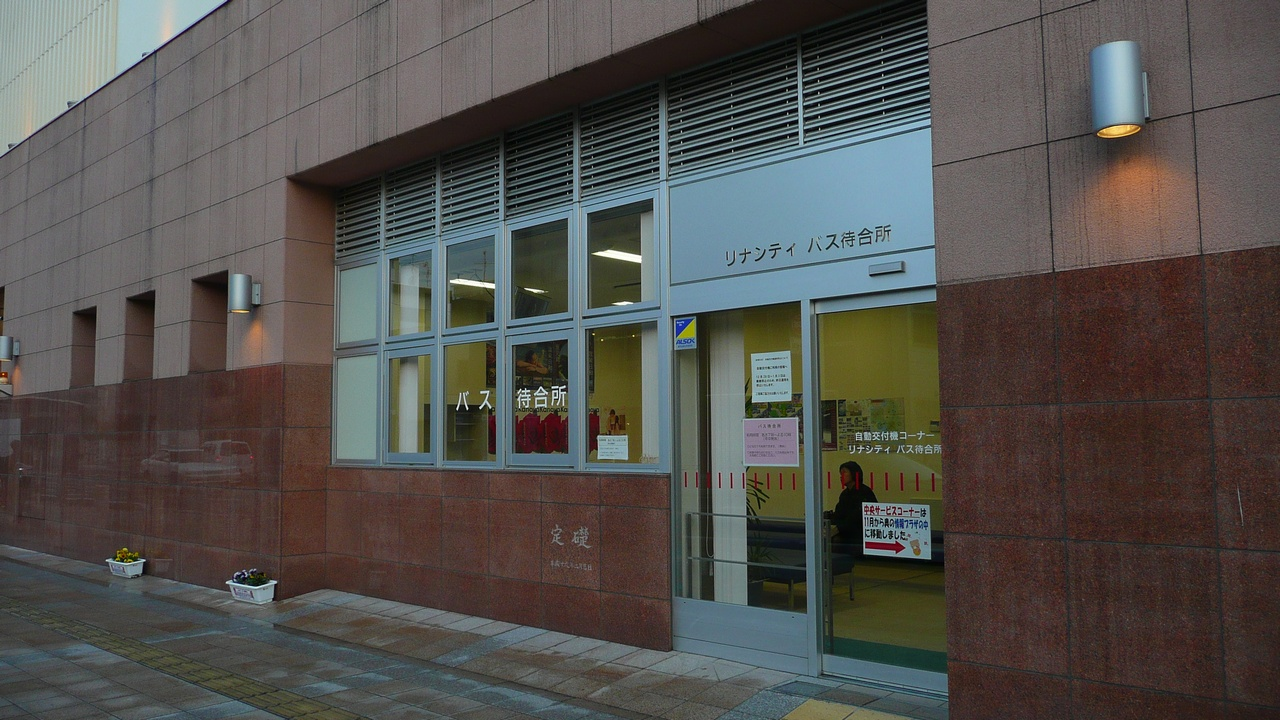
旧バス待合所（2009年11月から2017年9月まで使用）
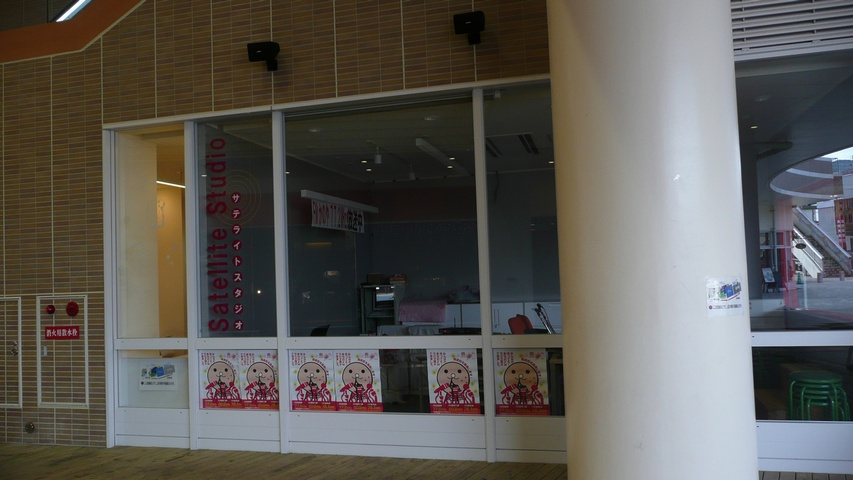
情報プラザにあったサテライトスタジオ

2階 芸術文化学習プラザ、福祉プラザ
芸術文化学習プラザとしてアトリエや研修室が、福祉プラザとして「全ての市民のふれあいの場」として調理室や浴室などといった各種福祉施設が整備されている。芸術文化学習プラザは2024年度より鹿屋市の中央公民館としても位置付けられている。
3階 芸術文化学習プラザ、ミニシアター
芸術文化学習プラザとして394人を収容するホールや各種スポーツが可能な広さ（約666m2）を持つ「フィットネスホール」（2023年度までは健康スポーツプラザ扱い）が整備されている。
ミニシアターは「リナシアター」と呼ばれる。十数年振りに大隅半島に映画館が復活した。基本的に封切から数か月遅れて常時上映し、『涼宮ハルヒの消失』（2010年8月）のように半年遅れて公開された事例もある。ただし、鹿屋市が主な撮影地となった『チェスト!』（2008年3月）や、『レッドクリフ Part II -未来への最終決戦-』（2009年4月）、『タンタンの冒険/ユニコーン号の秘密』（2011年12月）、隣の肝付町がロケ地となった『はやぶさ 遥かなる帰還』（2012年2月）においては封切公開が実現した。『そして父になる』（2014年3月）上映時にリリー・フランキーが来館したこともある。
4階 屋上庭園

### 周辺施設

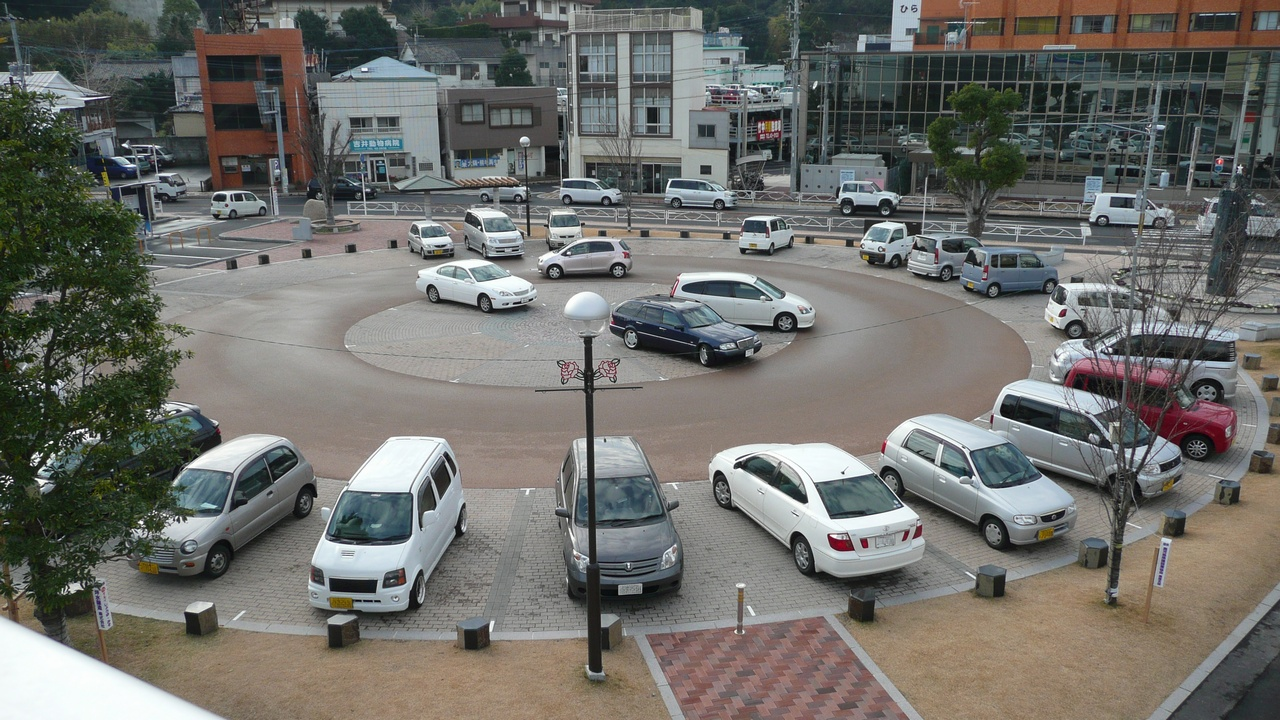
産業振興支援センター（画像右上のガラス張りの建築物）とまちなかパーク

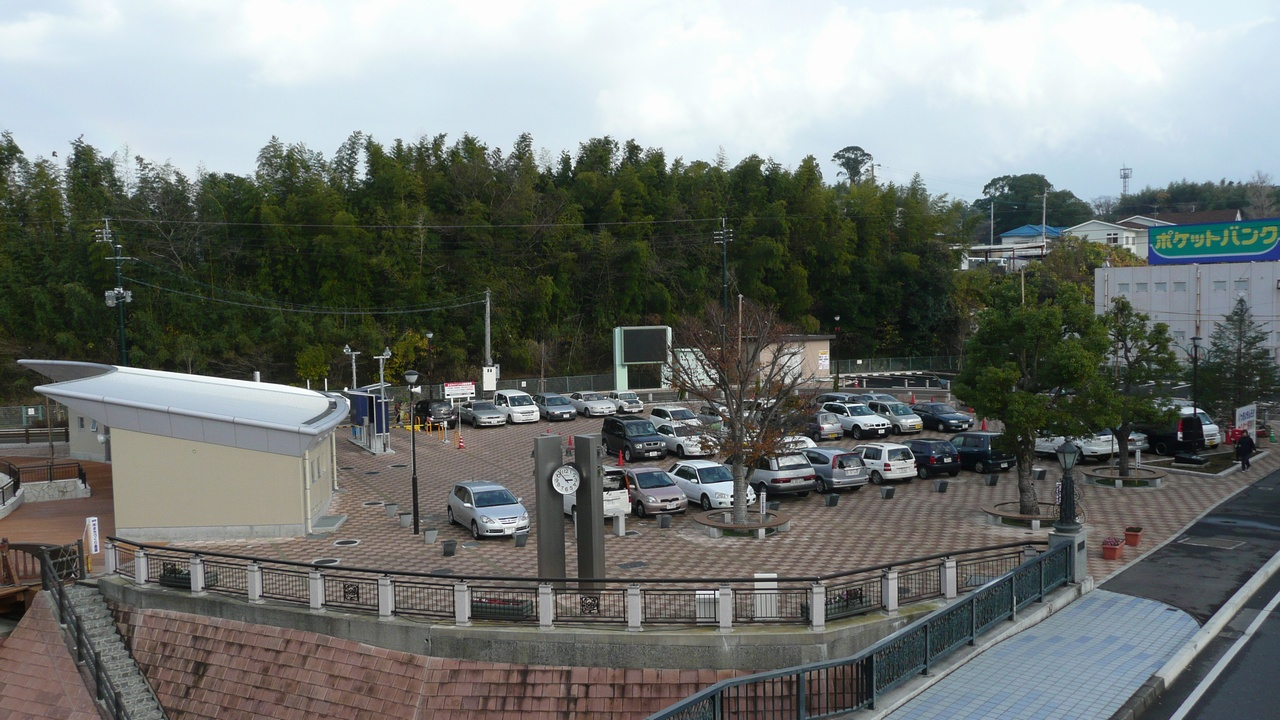
かのやイベント広場

まちなかパークとかのやイベント広場は、まちづくり交付金事業によって鹿屋市が整備した。なお、リナシティかのやの敷地購入も当事業を通じてなされている。
肝属川については、国土交通省大隅河川国道事務所が肝属川水辺プラザ事業として両岸に水辺ステージを整備し、かのやイベント広場の一角に「きもつき川水辺館」を設置した。
産業振興支援センター（ハローワーク）
旧三州自動車バスセンター跡に立地。2007年2月13日にハローワークが、4月2日に産業支援センター・鹿屋市中小企業勤労者福祉サービスセンターが開設（ハローワークは西原の鹿屋合同庁舎から移転）。
まちなかパーク
桜デパート跡地に整備。公園も兼ねた駐車場を設置。
かのやイベント広場
旧鹿屋市役所（2代目の鹿屋市庁舎）跡地。有料駐車場として利用されており、リナシティかのやと2つの橋で結ばれている。毎年2月に開催される鹿児島県下一周駅伝第4日のゴール地点となる。

## 周辺道路
再開発計画に伴い、国道504号や市道の見取山線（鹿屋市文化会館付近から鹿屋農業高校付近を結ぶ路線）などの拡張工事が実施された。このうち、国道504号の拡幅は北田大手町地区第一種市街地再開発事業として実施された。
- 都市計画道路・本通線（国道269号）
- 都市計画道路・鹿屋南北線（国道504号・鹿児島県道68号鹿屋吾平佐多線）

## 鹿屋市中心部の現状
再開発地域の鹿屋市北田町・大手町付近はかつて、百貨店の桜デパートや鹿屋市役所が立地する鹿屋市の中心部であった。しかし、シラス台地に位置する寿地区・西原地区に人口が集中し、スーパーマーケットなどといったロードサイド店舗も当地区に出店するようになり、次第にその地位は低下していく。
更には1991年に鹿屋市役所が、本町から南に1kmほど離れた現在地の共栄町に移転。同年鹿屋市初のショッピングセンター「プラッセだいわ鹿屋店」も中心部からやや離れた白崎町にオープン。1992年には国道220号鹿屋バイパスが全線開通することでロードサイド店舗がバイパス沿いにも出店するようになった。
また、鹿屋市には公共交通機関がバスのみであることから、鹿屋市の一世帯当たり車保有台数は鹿児島県・全国平均を上回っており、モータリゼーションが進行しているといえる。
これらの要因が重なり1994年には鹿屋市中心部の中心施設であった桜デパートが閉店。その後も商店街の空洞化・シャッター通り化が進行し、2004年には地区に唯一あったスーパー『まるはセンター』も閉店した。

## 課題
- 駐車場が周辺に点在し、合計してもプラッセだいわ鹿屋店の半分程度の収容力であること。
マックスバリュの駐車場が事実上無料駐車場として利用されている。かのやイベント広場や城山公園の駐車場が有料化されたが、鹿屋市議からも2007年6月には駐車場不足が[11]、2007年9月には城山公園の駐車場の利用者低迷がそれぞれ指摘されており[12]、城山公園の駐車場は現在無料化されている。
- 鹿屋市周辺には既にイオングループのスーパーマーケット（マックスバリュ・くらし館）が数か所存在していたことによる商圏の重複。
鹿屋市内にはマックスバリュは1か所（笠之原店は肝付町にある）、くらし館は2か所が2006年末時点で既に存在していた。
結局、前述の通り閉店。
- 既存の施設との差別化。
具体的には鹿屋市文化会館とミニシアター・ホール、県民健康プラザ健康増進センター（公式サイト）とフィットネスホールが重複している。

## 年表
- 1985年6月 - 商業近代化基本計画策定。
- 1993年 - 再開発ビルの構想が浮上。この時点では商業施設を中心とした構成であった。
- 1999年3月 - 鹿屋市中心市街地活性化基本計画策定。公共施設を中心とする構成へ変更する。
- 2001年3月23日 - 都市計画決定。
- 2001年5月22日 - 地域振興整備公団（現在の独立行政法人都市再生機構）へ事業要請。
- 2003年10月 - マックスバリュ九州が核店舗への出店申込書を提出。
- 2004年1月29日 - 地域振興整備公団が再開発事業の事業計画認可を申請。
- 2004年6月30日 - 事業計画が国土交通省から認可される。
- 2005年8月1日 - 権利変換が実施される。
- 2005年9月 - 再開発地域の建築物解体作業開始。
- 2005年11月15日 - 起工式が挙行される。
- 2006年12月14日 - 愛称を「リナシティかのや」に決定。
- 2007年2月13日 - 産業振興支援センターのハローワーク開設。
- 2007年2月25日 - マックスバリュ・リナシティかのや店で植樹。
- 2007年2月28日 - 再開発ビルが完成、独立行政法人都市再生機構から権利者に引渡し。
- 2007年3月8日 - マックスバリュ・リナシティかのや店プレオープン（AM9:00・JST）。
- 2007年3月21日 - ソフトバンクショップ・リナシティかのや店オープン。
- 2007年4月1日 - 鹿屋市市民交流センター・オープン。
- 2024年10月31日 - 商業施設部分の核テナントであったマックスバリュが閉店。

### 建築物の沿革

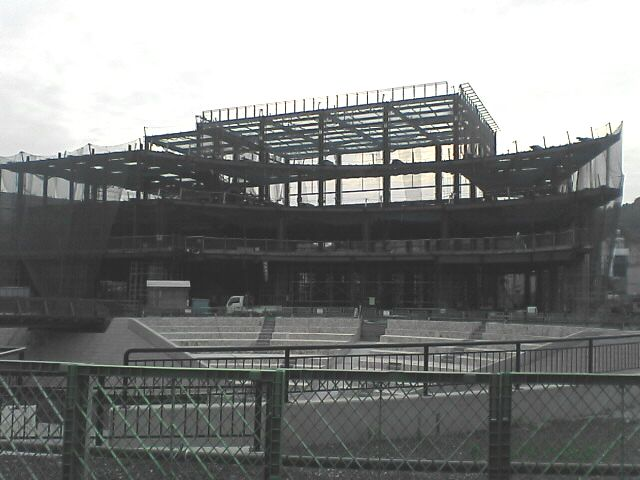
2006年5月時点
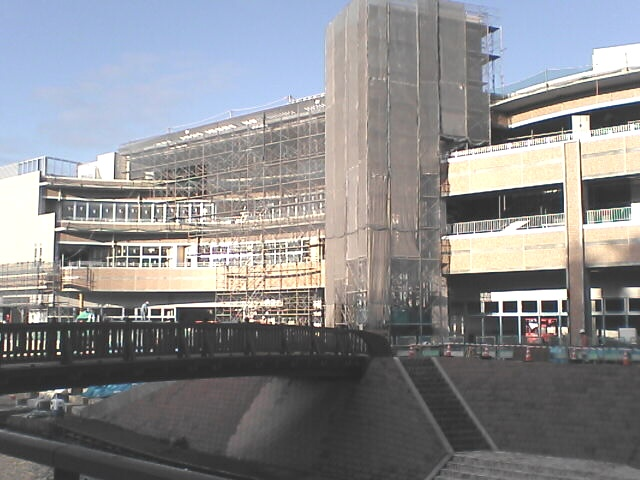
2006年12月時点